# Eigenarenmonument Mijnhoop/Valkenburg

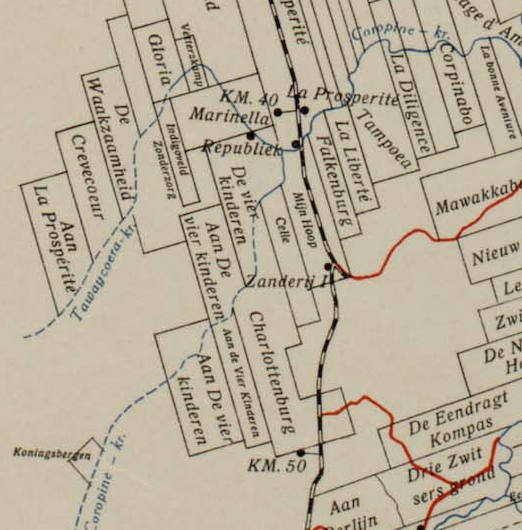
Ligging van de plantages Mijn Hoop en Falkenburg. Uitsnede van de kaart van L.A. Bakhuijs en W. de Quant (1930)

Het Eigenarenmonument van de plantage Mijnhoop/Valkenburg is op 26 april 2014 opgericht als huldeblijk van het plantagebestuur en de nakomelingen voor de vijf voorouders die de houtplantages in 1884 hebben gekocht. Mijnhoop, ook geschreven als 'Myn Hoop', ligt aan de Coropinakreek en werd over de volle lengte doorkruist door de Landsspoorweg. Het dorp Republiek was een belangrijke halteplaats. Plantage Valkenburg (Falkenburg) ligt naast Mijnhoop. De twee plantages staan in de volksmond bekend als Plantage Republiek.

## Monument
Op een grote vierkante verhoging staat een kunstwerk in de vorm van een gestileerde boom: een stam met duidelijk zichtbare wortels en enkele zware takken met zijtakken. Het is gemaakt van geroest plaatijzer. Tussen de 'wortels' is een betonnen blok geplaatst. Op de afgeschuinde bovenkant is een hardstenen plaquette bevestigd met de volgende tekst: "Dit monument is opgericht i.v.m. het 130 jarig bestaan van de plantages Mijnhoop/Valkenburg (Republiek) 26 april 1884 - 26 april 2014 en ter herdenking aan de gewezen eigenaren t.w.: 1. Ferdinand Cairo, 2. Petrus Cairo, 3. Henry Cairo, 4 Adolf Elias Cairo en 5 Prins Enser. Hulde aan deze voorvaderen. Het plantage bestuur en de nakomelingen."
De herdenking ter gelegenheid van de 140e jaardag in 2024 werd bijgewoond door de minister van Openbare Werken Riad Nurmohamed. Hij benadrukte het belang van de ontwikkeling van de infrastructuur in de regio en kondigde aan dat de hoofdweg naar Zanderij zal worden gerehabiliteerd. De voorzitter van het plantagebestuur Ortwin Cairo overhandigde een boek aan de minister en vroeg aandacht voor de eenheid en samenwerking binnen de gemeenschap.

## Plantage Republiek

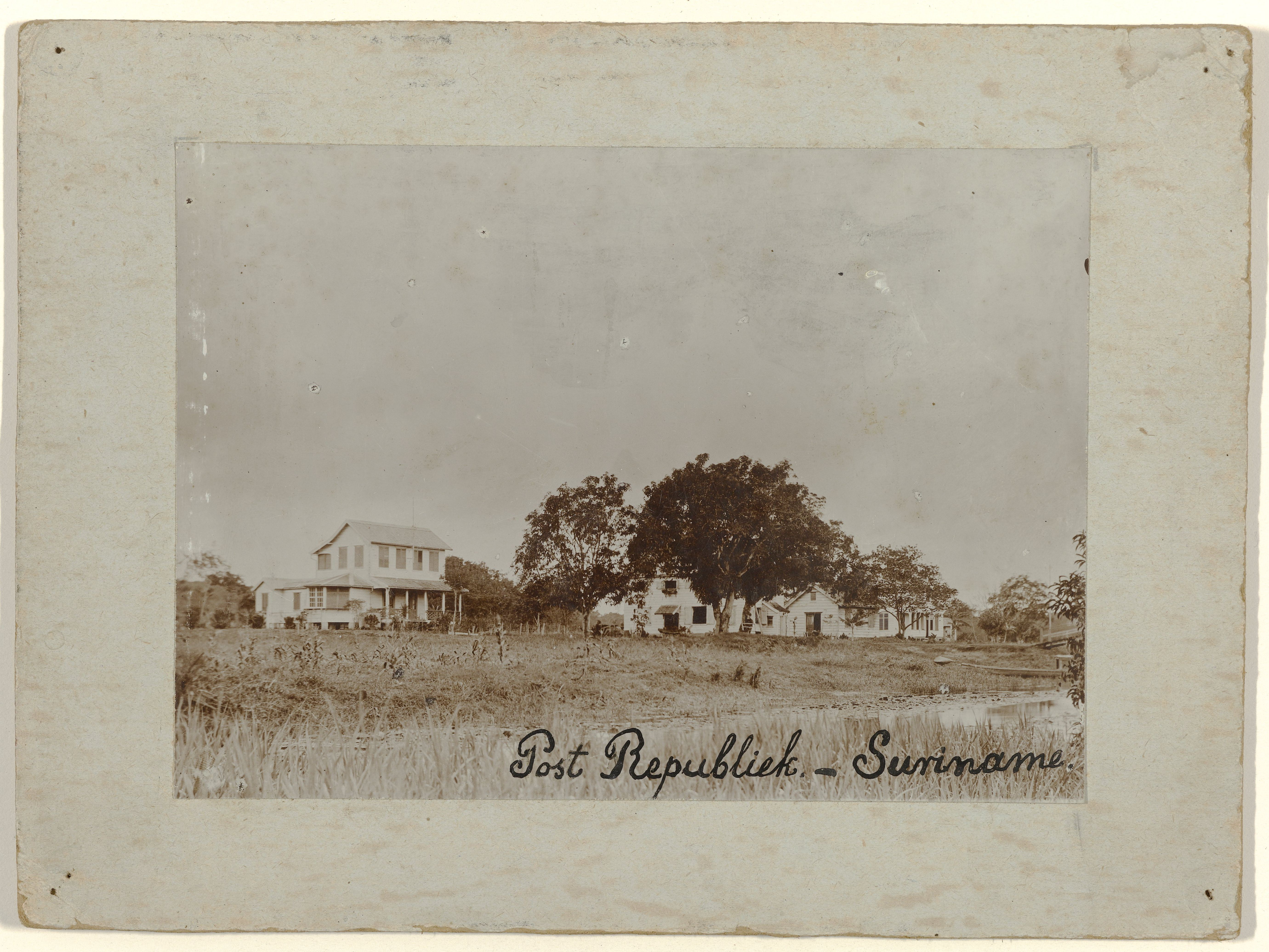
Post Republiek - Suriname. Foto toegeschreven aan Jacob Evert Wesenhagen (1905-1920)

De plantage Mijnhoop/Valkenburg nam een bijzondere plek in aan de Para omdat er vanaf 1735 een militaire hoofdpost werd gevestigd. Post Republiek had een capaciteit van honderd man en werd tot 1884 bemand door militairen en daarna door politieambtenaren. De plantage was in die periode niet toegankelijk voor burgers. De militarisering zorgde niet alleen voor een fysieke scheiding met de omringende plantages, maar werkte ook door in de sociale verhoudingen tussen de Nederlandse bewoners en de bewoners van de omringende plantages. In 1870 werd een eerste mannelijke plantagebewoner benoemd tot buitengewoon agent van politie met standplaats Republiek, enkele jaren later gevolgd door benoemingen van andere plantagebewoners. Die gezaghebbende functie heeft eraan bijgedragen dat zij als medekopers van hun plantages konden optreden.